# 星枝表孔珊瑚
星枝表孔珊瑚（学名：Montipora stellata）为軸孔珊瑚科表孔珊瑚屬下的一个种。